# Decathlon (gra komputerowa)
Decathlon (pierwotnie pod nazwą The Activision Decathlon) – komputerowa gra sportowa wydana w 1983 roku przez firmę Activision. Gra była dostępna w wersji na platformy Atari 8-bit, Atari 2600, Atari 5200 i Commodore 64, ColecoVision i MSX. Gra przeznaczona była dla czterech graczy rywalizujących w dziesięciu różnych dyscyplinach sportowych, bez ograniczeń wiekowych. 
W Decathlonie gracz przejmuje kontrolę nad sportowcem uczestniczącym we wszystkich konkurencjach dziesięcioboju lekkoatletycznego, rywalizując z innymi zawodnikami sterowanymi przez komputer. Za dokonania gracza w grze podliczane są punkty, których liczba decyduje o tym, czy zdobędzie medal.
Decathlon był pierwszą grą z podgatunku tzw. olimpiad, specyficznego ze względu na tematykę oraz wymagania co do zręczności gracza w obsługiwaniu dżojstika.